# Frédéric (série télévisée)
Pour les articles homonymes, voir Frédéric.
Frédéric est une série télévisée québécoise en 26 épisodes de 26 minutes scénarisée par Claude Fournier et diffusée entre le 21 septembre 1979 et le 28 mars 1980 à la Télévision de Radio-Canada.
En France, elle a été diffusée à partir du 4 août 1980 sur TF1.

## Synopsis
Frédéric, un Français fraîchement débarqué, découvre le Québec et la ville de Montréal avec l'aide de Patricia, la serveuse du "Casse-Croûte".

## Fiche technique
- Scénarisation : Michel Faure et Claude Fournier
- Réalisation : André Brassard
- Société de production : Teldis

## Distribution
- François Castang : Frédéric Laboissière
- Anne Caron : Catherine Gagnon
- Pierre Dufresne : Rosaire Beausoleil
- Louise Lambert : Monique Ouellet
- Christine Olivier : Odile Nadeau
- Guy L'Écuyer : Louis
- Robert Maltais : Gaétan
- Monique Mercure : Mme McDonald
- Mireille Thibault : Patricia
- Jean-François Gaudet : Gaston
- Monique Bélisle : Lucille Beausoleil
- Gaston Lepage : Roméo Lagrange
- Thérèse Morange : Mme Cousineau
- Denis Bouchard : Jean-Luc Sanschagrin
- Diane Arcand : Claude Paquin
- Lorraine Desmarais : Mme Laboissière
- Anne-Marie Ducharme : Irma Lacasse
- Josée Labossière : Sally
- Normand Lévesque : Alfred Pesant
- Esther Lewis : Miss Transistor
- Pauline Martin : Yvonne
- Denise Morelle : Develine Gladu
- Béatrice Picard : Mme de Persillé
- Claude Prégent : M. Pilon
- Richard Rebiere : Lou
- Gilles Renaud : Jean-Charles Paquin
- Ghyslain Tremblay : Benoît
- Lionel Villeneuve : Adélard Gladu
- Pierrette Beaudoin : La concierge
- Christian Chiosa : Le livreur
- Pierre Curzi : Le chef des motards
- Paul Dion : Un déménageur
- Michel Dumont : Le comptable
- Ronald France : L'huissier
- Marcel Girard : Le chauffeur de taxi
- Robert Gravel : Le terroriste
- Sylvie Heppel : La cliente
- René Jourdain : L'antiquaire
- Jean-Guy Latour : Un déménageur
- Jean Mathieu : Le passager du car
- Diane Miljours : La comédienne
- Normand Morin : Le vendeur
- Juliette Pétrie : La propriétaire
- Christian St-Denis : Le réalisateur
- Daniel Simard : Le chauffeur
- Louise Saint-Pierre : La voleuse